# Spelartrupper under världsmästerskapet i handboll för herrar 2001
Den här artikeln innehåller alla trupper till Världsmästerskapet i handboll för herrar 2001 som spelades i Frankrike mellan 23 januari och 4 februari 2001.

## Frankrike
- Förbundskapten:  Daniel Costantini

Målvakter
- 1. Christian Gaudin
- 12. Bruno Martini
- 16. Thierry Omeyer

Utespelare
- 2. Jérôme Fernandez
- 3. Didier Dinart
- 5. Guillaume Gille
- 6. Bertrand Gille
- 8. Daniel Narcisse
- 9. Gregory Anquetil
- 10. Andrej Golić
- 17. Jackson Richardson
- 18. Joël Abati
- 19. Patrick Cazal
- ?. Olivier Girault
- ?. Stéphane Plantin
- ?. Laurent Puigsegur

## Sverige
- Förbundskapten:  Bengt ”Bengan” Johansson

Målvakter
- 1. Tomas Svensson,  FC Barcelona
- 12. Peter Gentzel,  BM Granollers

Utespelare
- 2. Martin Boquist,  Redbergslids IK
- 3. Magnus Wislander,  THW Kiel
- 4. Thomas Sivertsson,  BM Granollers
- 5. Ola Lindgren,  HSG Nordhorn
- 6. Martin Frändesjö,  Montpellier HB
- 7. Mathias Franzén,  Redbergslids IK
- 8. Johan Petersson,  HSG Nordhorn
- 9. Stefan Lövgren,  THW Kiel
- 10. Jonas Ernelind,  THW Kiel
- 11. Christian Ericsson,  TSV Bayer Dormagen
- 13. Michael Pettersson,  IK Sävehof
- 14. Magnus Andersson,  HK Drott
- 15. Ljubomir Vranjes,  BM Granollers

## FR Jugoslavien
- Förbundskapten:  Branislav Pokrajac

- Mladen Bojinović
- Blažo Djordjić
- Goran Djukanović
- Ratko Đurković
- Ivan Lapčević
- Nebojsa Golic
- Blažo Lisičić
- Zikiča Milosavljević
- Nedeljko Jovanović
- Nenad Maksić
- Branko Kokir
- Nenad Puljezević
- Petar Kapisoda
- Dragan Skrbić
- Arpad Šterbik
- Valadan Matić

## Tyskland
- Förbundskapten:  Heiner Brand

- Christian Ramota
- Henning Fritz
- Chrischa Hannawald
- Stefan Kretzschmar
- Christian Schwarzer
- Mark Dragunski
- Torsten Jansen
- Florian Kehrmann
- Mirko Bernau
- Jörg Kunze
- Christian Rose
- Steffen Stiebler
- Markus Baur
- Steffen Weber
- Frank von Behren
- Jan-Olaf Immel